# Xã Quincy, Quận Adams, Iowa
Xã Quincy (tiếng Anh: Quincy Township) là một xã thuộc quận Adams, tiểu bang Iowa, Hoa Kỳ. Năm 2010, dân số của xã này là 1.779 người.